# Подвійний турбонаддув
Подвійний турбонаддув (не плутати з налаштуванням подвійного нагнітача, який є комбінацією нагнітача та турбокомпресора) відноситься до двигуна, у якому два турбокомпресора працюють у тандемі, щоб стиснути всмоктувану паливно-повітряну суміш (або всмоктуване повітря у випадку двигуна з прямим уприскуванням). Найпоширеніша компоновка складається з двох ідентичних або дзеркальних турбокомпресорів, які працюють паралельно, кожен з яких обробляє половину вихлопних газів V-подібного двигуна через незалежні труби. Обидва турбокомпресори можуть мати відповідні або різні розміри.

## Види та поєднання
Існує три типи установок турбін, які використовуються для установок з твін-турбо:
- Паралельний
- Послідовний
- Серія

Їх можна застосувати до будь-якого з п’яти типів налаштувань компресора (які теоретично можуть мати 15 різних налаштувань):
- Складні компресори
- Ступеневі компаундні компресори
- Поступові послідовні компресори
- Паралельно-послідовні компресори
- Паралельні компресори[1]

## Паралельний
Паралельна конфігурація означає використання двох турбокомпресорів однакового розміру, кожен з яких отримує половину вихлопних газів. Деякі конструкції об’єднують впускний колектор від кожного турбокомпресора в один впускний колектор, тоді як інші використовують окремий впускний колектор для кожного турбокомпресора.
Паралельні конфігурації добре підходять для двигунів V6 і V8, оскільки кожен турбокомпресор можна призначити одному ряду циліндрів, зменшуючи кількість необхідних вихлопних труб. У цьому випадку кожен турбокомпресор подається вихлопними газами через окремий випускний колектор. Для чотирициліндрових двигунів і рядних шестициліндрових двигунів обидва турбокомпресори можуть бути встановлені на одному випускному колекторі.
Метою використання паралельних подвійних турбонаддувів є зменшення затримки турбонаддуву за рахунок можливості використання турбокомпресорів меншого розміру, ніж якби для двигуна використовувався один турбокомпресор. На двигунах з кількома блоками циліндрів (наприклад, V-подібні двигуни та плоскі двигуни ) використання паралельних твін-турбо також може спростити вихлопну систему.
Maserati Biturbo 1981-1994 років був першим серійним автомобілем, який використовував подвійні турбокомпресори. Biturbo використовував 90-градусний двигун SOHC V6 з одним турбокомпресором на ряд циліндрів.
Паралельні конфігурації також використовувалися на двигунах з більш ніж двома турбокомпресорами. Одним із прикладів є Bugatti EB110 1991-1995 років, який використовує чотири турбокомпресори на своєму двигуні V12. Bugatti Veyron 2005-2015 років використовує чотири турбокомпресори на своєму двигуні W16.
У системах з дизельним двигуном яскравими прикладами є V10 TDI від Volkswagen, який використовує два турбокомпресори BorgWarner у паралельній компоновці, і рядний двигун BMW 6 B57 (B57D30O0, B57D30T0, B57D30S0), який доступний у конфігураціях до 4 турбокомпресорів, які працюють у подвійній схемі.

## Послідовний
Послідовний турбонаддув відноситься до налаштування, в якому двигун використовує один турбокомпресор для нижчих обертів двигуна, і другий або обидва турбокомпресора для більш високих обертів двигуна. Ця система призначена для подолання обмежень великих турбокомпресорів, які забезпечують недостатнє наддув на низьких обертах. З іншого боку, турбіни меншого розміру ефективні при низьких обертах (коли у вихлопних газах менше кінетичної енергії), але не здатні забезпечити необхідну кількість стиснутих впускних газів при вищих обертах. Таким чином, послідовні системи турбокомпресора забезпечують спосіб зменшити турбозатримку без шкоди для вихідної потужності на високих обертах.
Система влаштована так, що невеликий («первинний») турбокомпресор активний, коли двигун працює на низьких обертах, що зменшує поріг наддуву (обороти на хвилину, при яких забезпечується ефективне наддув) і турбозатримку. У міру збільшення обертів невелика кількість вихлопних газів подається до більшого («вторинного») турбокомпресора, щоб привести його до робочої швидкості. Тоді на високих обертах усі вихлопні гази спрямовуються до вторинного турбокомпресора, щоб він міг забезпечити наддув, необхідний двигуну на високих обертах.
Першим серійним автомобілем з послідовним турбонаддувом був Porsche 959 1986-1988 рр., який використовував послідовний подвійний турбонаддув на шестициліндровому двигуні. Послідовний турбонаддув також можна використовувати з більш ніж двома турбокомпресорами, як, наприклад, у рядному шестициліндровому дизельному двигуні BMW N57S 2012-2017 років, який використовує три послідовні турбонаддуви.

## Серія
Послідовний турбонаддув — це коли турбокомпресори з’єднані послідовно, вихідна потужність першого турбокомпресора потім додатково стискається другим турбокомпресором і в деяких випадках живить більшу турбіну.
Послідовний турбонаддув також може бути корисним для системи, де вихідний тиск має бути більшим, ніж може бути забезпечений одним турбонаддувом, що зазвичай називається складеною системою з подвійним турбонаддувом. У цьому випадку кілька турбокомпресорів однакового розміру використовуються послідовно, але постійно працюють. Перше турбо наддув забезпечує початкове стиснення (наприклад, до трикратного тиску впуску). Наступні турбокомпресори беруть заряд із попереднього ступеня та стискають його далі (наприклад, до додаткового трикратного збільшення тиску на впуску, для загального підвищення в дев’ять разів атмосферного тиску).
Недоліком поетапного турбонаддуву є те, що він часто призводить до великої кількості турбозатримки, тому він здебільшого використовується на літаках з поршневими двигунами, яким зазвичай не потрібно швидко збільшувати та знижувати швидкість двигуна. (і, отже, там, де затримка турбонаддуву не є основним проектом), і де тиск на вході досить низький через низький атмосферний тиск на висоті, що вимагає дуже високого коефіцієнта тиску. Високопродуктивні дизельні двигуни також іноді використовують цю конфігурацію, оскільки дизельні двигуни не страждають від проблем із передзапалюванням і тому можуть використовувати високий тиск наддуву.

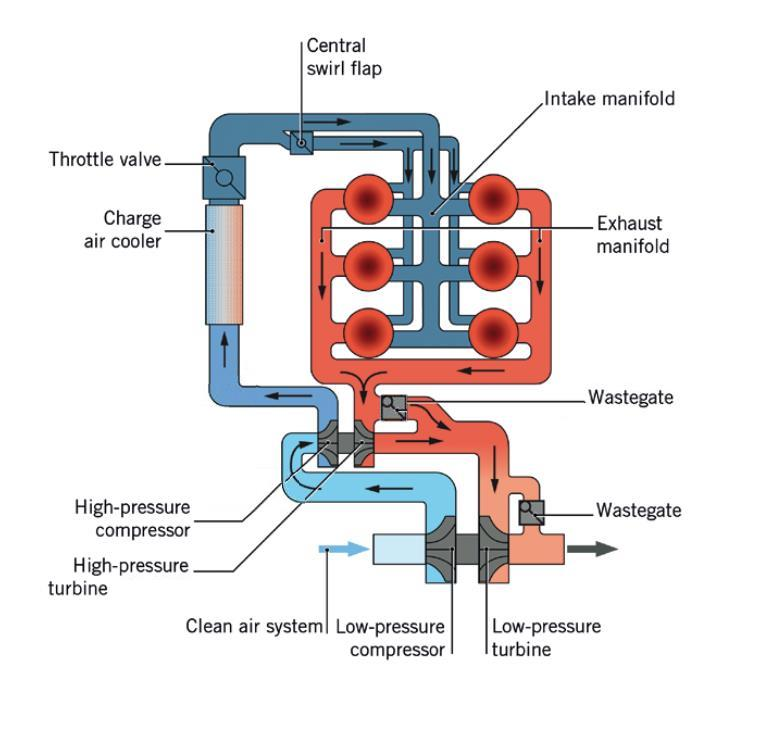
Серія Compound Twin Turbo Diagram

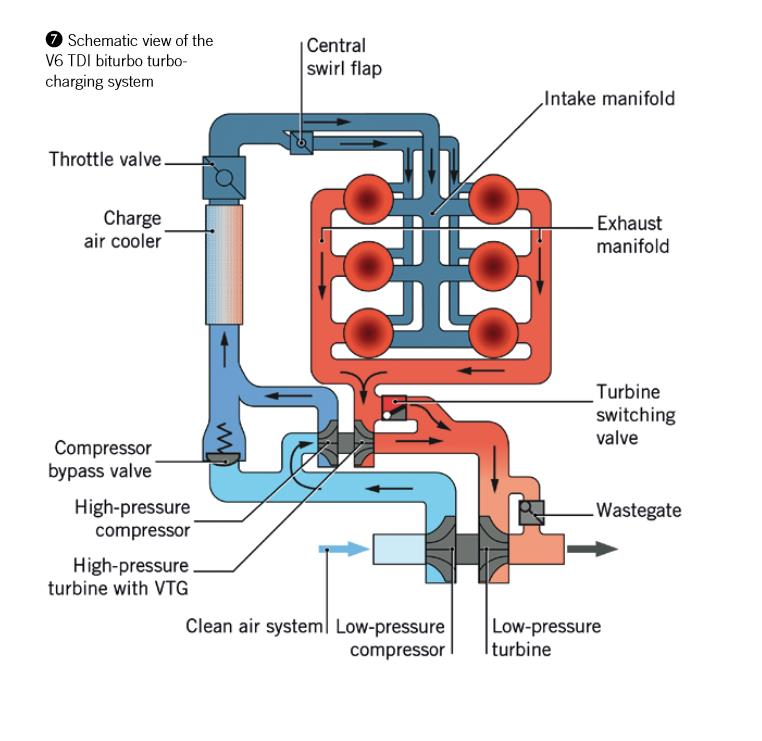
Серія поетапних складених подвійних турбосхем

## Квадро-турбо
Виробники автомобілів рідко використовують більше двох турбокомпресорів. Деякими винятками є система потрійного турбокомпресора, яка використовується в рядному шестициліндровому дизельному двигуні BMW N57S 2012-2017 років випуску, система чотирьох турбокомпресорів, що використовується в двигуні V12 у Bugatti EB110 1991-1995 років, і система чотирьох турбокомпресорів, що використовується в двигуні W16. у Bugatti Veyron 2005-2015 років і Bugatti Chiron 2016 року випуску.